# Place de la Cité (Saint-Brieuc)
Pour les articles homonymes, voir Cité.
La place de la Cité est une place de la ville de Saint-Brieuc. Elle se situe entre trois rues principales : à l'Ouest la rue Balzac et à l'Est l'avenue Louis Loucheur partant vers le Nord et la rue de la Solidarité partant vers le Sud. L'avenue Antoine Mazier fait partie de la place.

## Monuments

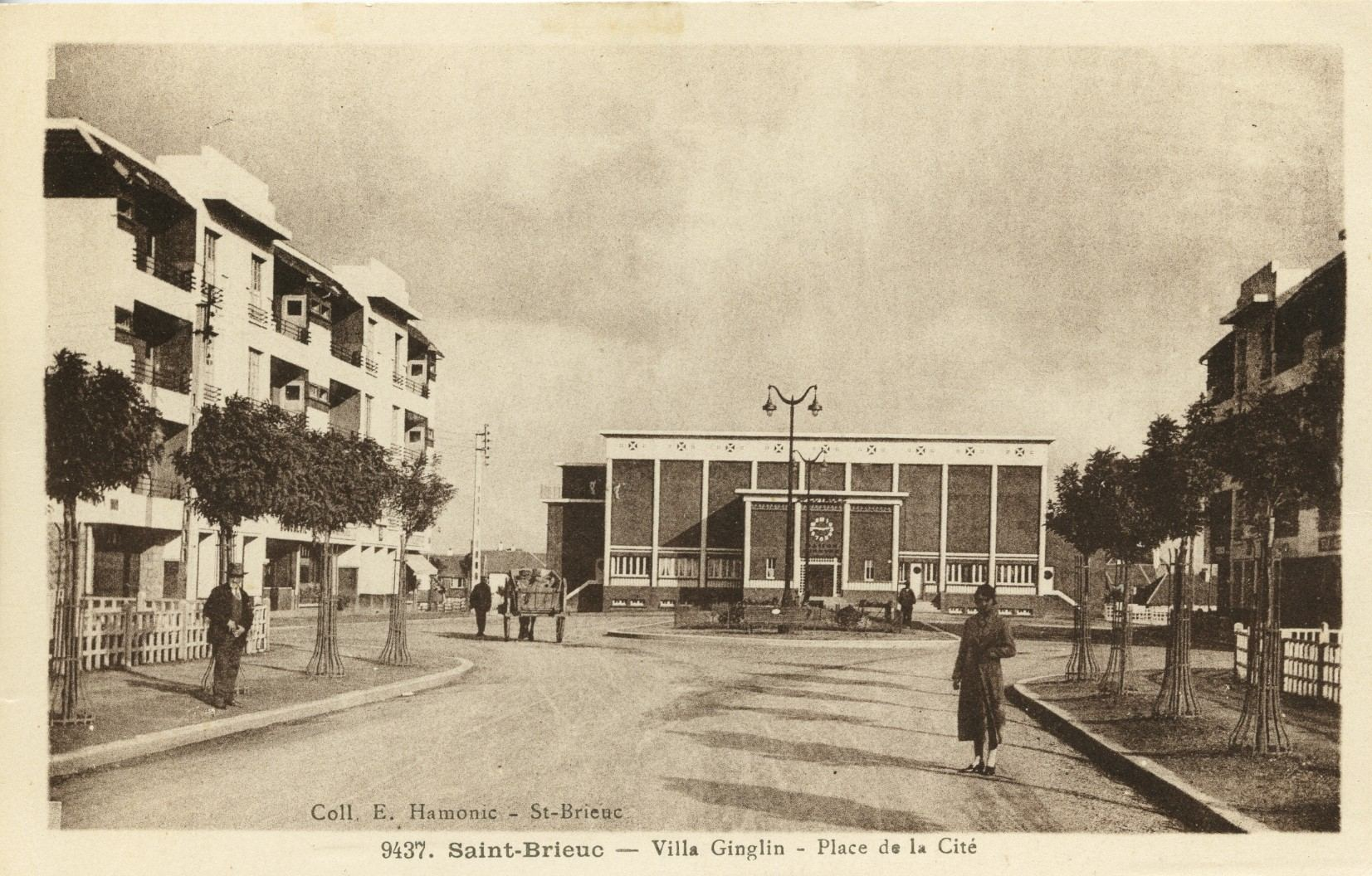
Vue de la place dans les années 1930.